# Hasselbrouck
Hasselbrouck (en néerlandais : Hasselbroek) est un hameau des provinces belges du Limbourg et de Liège. Le hameau est situé sur le territoire de Goyer et Corswarem, respectivement des sections de Gingelom et Berloz.
Après l'établissement de la frontière linguistique en 1962, la commune de Corswarem fut transférée de la province du Limbourg à la province de Liège, de sorte que le hameau fut coupé en deux par la frontière linguistique.
Au nord de Hasselbrouck se trouve le village de Goyer. Les deux villages ont grandi ensemble en raison de leur présence le long du N789. Le centre du village de Corswarem est à un demi-kilomètre au sud de Hasselbrouck.

## Nature et paysage
Hasselbrouck est situé à Hesbaye. Le paysage environnant est caractérisé par un relief en pente et les sols fertiles idéaux pour les cultures arables. L'altitude dans cette zone varie entre 107 et 135 mètres. C'est à Hasselbrouck que le ruisseau Cicindria prend sa source à la source Saint-Job .

## Lieux d'intérêt
Le château de Hasselbrouck occupe une place centrale dans le hameau. Le bâtiment principal, construit en style néoclassique, remonte à 1770 tandis que l'aile droite, construit en 1620 est de style mosan.
La chapelle Saint-Job de Hasselbrouck (nl) est située à côté du château. Cette chapelle date de la première moitié du dix-huitième siècle. Elle est conçue comme une église à une seule nef. Le bâtiment est construit en brique et fini avec du calcaire et du marbre. Le mobilier comprend, entre autres, un retable de chêne, une statue de Notre-Dame et une statue de Saint-Job.

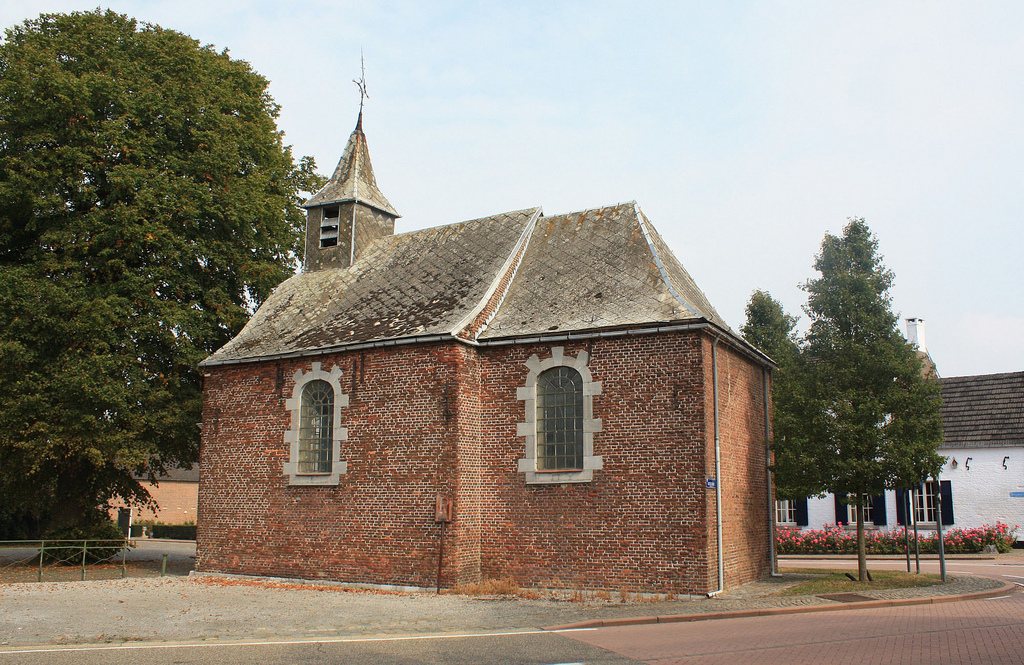